# Doraemon: Nobita và lâu đài dưới đáy biển
Doraemon: Nobita và lâu đài dưới đáy biển  (ドラえもん のび太の海底鬼岩城) là một phim điện ảnh thể loại khoa học viễn tưởng sản xuất năm 1983 của đạo diễn Shibayama Tsutomu, nằm trong loạt manga và anime Doraemon. Đây là phim chủ đề thứ tư của anime Doraemon, do tác giả Fujiko F. Fujio lấy nguồn cảm hứng từ truyền thuyết về lục địa Mu và Atlantis. Trước khi chính thức công chiếu vào tháng 3 năm 1983, Fujiko F. Fujio đã đăng tiếp toàn bộ nội dung truyện trên tạp chí CoroCoro Comic do nhà xuất bản Shogakukan ấn hành, sau đó được xuất bản dưới dạng tankōbon vào năm 1983 và trở thành tập manga thứ tư thuộc xê-ri Truyện dài Doraemon. Truyện phim kể về hành trình phiêu lưu dưới đáy đại dương của nhóm bạn. Sau đó, Jaian và Suneo tách nhóm đi riêng lẻ quyết tìm con tàu có chứa kho báu 20 tỉ yên mà tivi đã đưa tin. Do"Đèn thích nghi"có hạn Doraemon và những bạn còn đi tìm và nhanh chóng phát hiện ra có cư dân lục địa Mu sinh sống nơi đây, họ đang tìm cách phá hủy Poseidon nguy hại và cả nhóm quyết định giúp sức.
Sau khi công chiếu tại Nhật Bản, Toho đã phân phối Doraemon: Nobita no Kaitei kiganjo dưới định dạng VHS, Betamax và DVD, đồng thời được trình chiếu tại Hồng Kông. Tại Việt Nam, Doraemon: Nobita no Kaitei kiganjo được giới thiệu trước tiên qua phiên bản manga của Nhà xuất bản Kim Đồng dưới tựa Lâu đài dưới đáy biển. Công ty Điện ảnh Thành phố Hồ Chí Minh & Hãng phim Phương Nam phát hành phim bằng hình thức VCD thuyết minh tiếng Việt. Doraemon: Nobita no Kaitei kiganjo đạt doanh thu 1 tỉ Yên.

## Nội dung
Câu chuyện được bắt đầu với tin một con tàu lạ chìm ngoài khơi vùng biển Bermuda.
Vào kì nghỉ hè, nhóm bạn Nobita bàn nhau xem đi lên núi hay xuống biển, Doraemon quyết định xuống biển và leo núi cùng một lúc bằng cách... xuống đáy biển. Suneo, Jaian muốn an toàn còn Shizuka không thể đi riêng với Nobita được do bố mẹ không cho nên chỉ có Doraemon và Nobita cùng đi với chiếc xe vượt địa hình Buggy. Trong lúc ấy, con tàu ở ngoài khơi vùng biển Bermuda có kho báu giá trị 20 tỉ yên đột nhiên biến mất.
Mẹ bắt Nobita không được đi chơi trước khi làm bài tập hè. Jaian và Suneo bắt đi Đại Tây Dương nhưng bị Doraemon ngăn cản. Lúc này, cả nhóm Doraemon cùng các bạn của Nobita giúp cậu ta hoàn thành bài tập hè rồi lên đường thám hiểm... Tin tức về con tàu lại đến với những chi tiết mới. Nhóm Doraemon lên đường khám phá đại dương và cắm trại 3 ngày 2 đêm. Thế nhưng Jaian và Suneo đã trộm chiếc xe Buggy đã đi tìm kho báu từ chiếc tàu nọ bỗng nửa đường thì hết oxi do ánh đèn thích nghi mất tác dụng (đèn chỉ có tác dụng trong 24 giờ). May mắn thay nhóm người đáy biển đi ngang qua cứu nên Jaian và Suneo được cứu sống.
Cả nhóm đi thám hiểm vực Mariana và phát hiện con tàu nọ bị trôi dạt đến đây. Nobita đứng đợi các bạn ở ngoài con tàu thì bắt gặp chiếc tàu lạ và con bạch tuộc đầu voi, cậu ta kể cho mọi người nhưng không ai tin. Con tàu này đã bị cướp trắng kho báu và người đáy biển đã mang nó xuống đây bời vì lục địa Atolong bị hủy diệt vào 7.000 năm trước (5.020 TCN) nhưng lâu đài quỷ vẫn còn đến bây giờ.
Nhờ Buggy, cả nhóm biết được bí mật về người dưới đáy biển nhưng cũng chính lúc đó họ bị nhóm người bí ẩn bắt đi. Nhưng cả nhóm đã trốn đi và bị người đáy biển (cư dân của lục địa Mu) đuổi theo. Cả nhóm đã cứu họ khỏi lũ quỷ biển và cùng một người trong số họ đi chặn âm mưu hủy hoại Địa cầu của lũ quỷ biển (cư dân của lục địa Atolong). Để tìm tung tích của bọn chúng, Shizuka đã tự nguyện làm con mồi cho quỷ biển, cả nhóm bám theo đến tận căn cứ lũ quỷ biển nhưng đều bị bắt. Riêng Doraemon, tìm đến tận sào huyệt của Poseidon nhưng không đủ sức nên đã gục ngã. Tình huống rất nguy cấp nhưng may mắn thay Buggy đã chui ra khỏi túi thần kì của Doraemon, bị quân Rôbốt của Poseidon bắn cháy nhưng vẫn lao thẳng vào họng lão. Poseidon cùng tòa lâu đài của hắn bốc cháy, nguy cơ Trái Đất bị hủy diệt không còn, cả nhóm Doraemon chia tay những người dưới đáy biển và quay trở về.

## Sản xuất và phát hành
| Ōyama Nobuyo       | Doraemon             |
| Ohara Noriko       | Nobita               |
| Nomura Michiko     | Shizuka              |
| Kimotsuki Kaneta   | Suneo                |
| Tatekabe Kazuya    | Jaian                |
| Chijimatsu Sachiko | Mẹ Nobita            |
| Aoki Kazuyo        | Mẹ Jaian             |
| Ohtori Yoshino     | Mẹ Suneo             |
| Matsubara Masuko   | Mẹ Shizuka           |
| Mitsuya Yuji       | Buggy                |
| Goda Hozumi        | Anawinsa             |
| Kita Michie        | El                   |
| Oomiya Teiji       | Thủ tướng lục địa Mu |
| Tomita Kousei      | Poseidon             |

Nobita no Kaitei kiganjo do Shibayama Tsutomu đạo diễn, Fujiko F. Fujio viết kịch bản và Kikuchi Shunsuke soạn nhạc. Đây là tác phẩm điện ảnh Doraemon đầu tay do đạo diễn Shibayama Tsutomu thực hiện, thay thế cho Nishimaki Hideo ở tác phẩm điện ảnh trước đó, chính sự thay đổi đột ngột này đã ảnh hưởng đến hiệu ứng phòng vé, kết quả là doanh thu bị sụt giảm so với hai phim ra mắt trước đó là Doraemon: Nobita no Kyōryū và Doraemon: Nobita no Uchū Kaitakushi và Shibayama rơi vào tình trạng khủng hoảng. Tuy nhiên ở bộ phim kế tiếp Doraemon Nobita no Makai Daibōken đã thành công tốt đẹp và ông tiếp tục đạo diễn loạt phim điện ảnh Doraemon cho đến Doraemon: Nobita no Wan Nyan Jikūden (2004). Ca khúc mở đầu phim là "Doraemon no Uta" (ドラえもんのうた, dịch nghĩa"Bài hát về Doraemon") do Ōsugi Kumiko trình bày và ca khúc kết thúc là "Umi wa bokura to" (海はぼくらと, dịch nghĩa"Biển với chúng ta") do Iwabuchi Makoto trình bày. Một trailer giới thiệu được công bố trước đó và ngày nay vẫn có thể xem trên website chính thức của phim Doraemon. Ngoài truyền thuyết lục địa Mu và Atlantis tạo nên cảm hứng sáng tạo ra câu chuyện thì trước đó một chương truyện mang tên"Ryūgūjō no Hachi-kakan"("Tám ngày dưới Long Cung") được tác giả Fujiko F. Fujio sáng tác vào tháng 8 năm 1980 đăng trên tạp chí Shōgaku shi-nensei của Shogakukan cũng có đề cập đến lục địa Mu. Toho đã phân phối phim tại Nhật Bản dưới dạng băng VHS và Betamax phát bằng chất lượng âm thanh mono, về sau vào các năm 1992 và 1993, Toho tái phát hành phim dưới dạng đĩa lade và VHS  đạt chất lượng âm thanh stereo. Pony Canyon sau đó tái phân phối dưới dạng VHS vào ngày 6 tháng 3 năm 1996 và 7 tháng 11 năm 1996, và đến ngày 4 tháng 7 năm 2001, cũng chính công ty này lần đầu tiên cho ra mắt định dạng DVD của Nobita no Kaitei kiganjo. Tiếp nối, Shogakukan cũng cho ra mắt định dạng DVD vào ngày 6 tháng 8 năm 2004. Pony Canyon sau đó tái phát hành DVD với giá ưu đãi vào tháng 9 năm 2010 nhân kỷ niệm 30 năm công chiếu bộ phim.
Sau khi công chiếu tại Nhật Bản, Nobita no Kaitei kiganjo tiếp tục được giới thiệu ở một số quốc gia khác. Phim được trình chiếu tại Hồng Kông trên đài truyền hình TVB vào ngày 13 tháng 4 năm 1990, Luk International cấp phép phát hành trong định dạng DVD phát hành tại Tây Ban Nha vào ngày 2 tháng 3 năm 2010, và một ấn bản giảm giả khác vào ngày 2 tháng 3 năm 2011. Nobita no Kaitei kiganjo cũng được ra mắt ở Đài Loan dưới định dạng VHS lồng tiếng Trung và ở Việt Nam dưới định dạng VCD thuyết minh tiếng Việt bởi Công ty Điện ảnh Thành phố Hồ Chí Minh (nay là Công ty Cổ phần Truyền thông - Điện ảnh Sài Gòn).

## Truyền thông

Bìa manga Nobita no Kaitei kiganjo xuất bản tại Nhật Bản vào năm 1983 bởi Shogakukan.

Tháng 7 năm 1982, Fujiko F. Fujio cho đăng toàn bộ manga Nobita no Kaitei kiganjo, kéo dài bảy kỳ từ số tháng 8 năm 1982 đến số tháng 2 năm 1983 của CoroCoro Comic, với tựa ban đầu được tác giả đặt là Nobita no kaiteijō cho đến tháng 11 năm 1982. Ngày 28 tháng 5 năm 1983, tankōbon biên tập lại các chương trước đó được Shogakukan ra mắt dưới ấn hiệu Tentomushi Comics, trở thành tác phẩm thứ tư của loạt Daichōhen Doraemon (大長編ドラえもん, Doraemon truyện dài). Tháng 7 năm 1995, một ấn bản bìa mềm khổ nhỏ hơn được ra mắt nhằm kỷ niệm sự thành công của loạt phim chủ đề suốt 15 năm. Tháng 1 năm 2011, Nobita no Kaitei kiganjo tái xuất hiện trong quyển thứ hai của tuyển tập Fujiko F. Fujio Toàn tập (藤子・Ｆ・不二雄大全集 Fujiko F. Fujio Daizenshū) dành cho loạt Daichōhen. Tháng 12 năm 2014, nhân kỷ niệm 80 năm ngày sinh của Fujiko F. Fujio, Shogakukan đã tái bản tác phẩm dưới dạng ấn bản đặc biệt khổ rộng sử dụng một hình bìa hoàn toàn khác so với các lần phát hành trước đây, vốn là dự thảo bìa do chính tác giả minh họa lúc sinh thời. Một phiên bản truyện tranh màu chuyển tải những hình họa trong anime đã qua biên tập phát hành vào tháng 3 năm 2004. Ngoài thư phẩm, Nobita no Kaitei kiganjo còn được dựng thành một vở nhạc kịch vào năm 1995 bởi Iizuka Stage Office. Vở nhạc kịch này sau đó đã chiếu giới thiệu tại Hồng Kông. Vở kịch cũng đã được Shogakukan đã phát hành trong định dạng băng VHS vào tháng 3 năm 1996.
Manga Nobita no Kaitei kiganjo được Nhà xuất bản Kim Đồng ấn hành lần đầu tại Việt Nam năm 1993 với tên Lâu đài dưới đáy biển. Tựa của bộ truyện phiên âm thành Đôrêmon còn tên nhân vật được sửa đổi cho quen thuộc với cách đọc của thiếu nhi Việt Nam (xem thêm: Doraemon tại Việt Nam). Từ năm 2010, sau khi Kim Đồng tái phát hành bộ truyện Doraemon mới trong đó đổi lại tựa đề, tên nhân vật cũng như bản dịch trên tinh thần bám sát nguyên tác, nhan đề tập truyện cũng được thay thành Nobita và lâu đài dưới đáy biển. Là một phần của bộ truyện tranh nổi tiếng có những tác động văn hóa nhất định ở Việt Nam, Doraemon: Chú khủng long của Nobita đã trải qua nhiều lần tái bản. Kim Đồng cũng phát hành ấn bản truyện màu phiên bản biên tập hình họa từ phim anime. Tập truyện này cũng được mua bản quyền phát hành tại Thái Lan bởi Nation Edutainment, tại Đài Loan bởi Nhà xuất bản Thanh Văn, tại Hồng Kông bởi Culturecom Holdings, và tại Indonesia bởi PT Elex Media Komputindo. Riêng tại Mỹ, Shogakukan đã phát hành bộ manga trên nền Amazon Kindle bắt đầu từ tháng 12 năm 2017.